# John Rocque

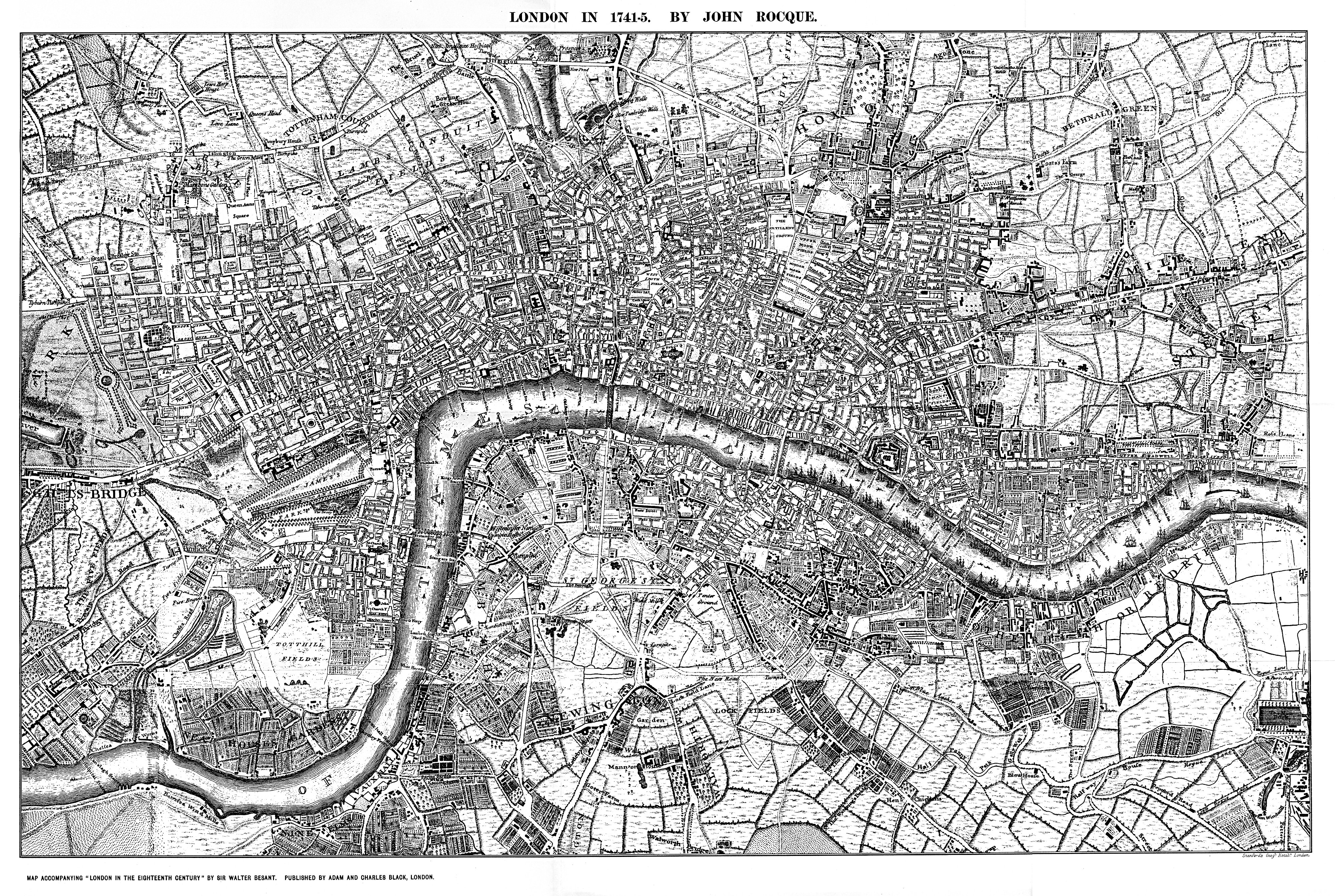
Ausschnitt aus Rocques Stadtplan von London (1741-5)

John Rocque, eigentlich Jean Rocque (* vor 1709; † 27. Januar 1762 oder später) war ein Kartograph und Kupferstecher hugenottischer Herkunft. 

## Leben
Rocques Eltern hatten vier Söhne und kamen 1709 als Emigranten nach London. Zwar ist über Rocques Kindheit kaum etwas bekannt, auch seine Geburtsdaten sind nicht überliefert, jedoch ist nach John Varley nachgewiesen, dass er 1728 Pate von Jean Vivares, dem Sohn eines Kupferstechers wurde, was seinerzeit ein Mindestalter von 21 Jahren erforderte.
In seiner Jugend beschäftigte sich Rocque wohl auch als Gartengestalter, als er mit seinem Bruder Bartholomew zusammenlebte und kam über die Entwicklung von Gartenplänen zur Kupferstecherei. So legte er unter anderem Pläne für Wrest Park (1735) und die Gärten von Claremont House (1738), Painshill Park in Surrey (1744) oder Wilton House (1746) vor. Im Lauf der Zeit entwickelte er sich zu einem der bedeutendsten englischen Kartografen mit einer großen Werkstatt. Bei einem Brand 1750 verlor er seine gesamten Druckstöcke, konnte jedoch die Produktion relativ schnell wieder aufnehmen. 1751 wurde er als Kartograph des Fürsten von Wales ernannt und arbeitete an dem Atlas: The Small British Atlas: Being a New set of Maps of all the Counties of England and Wales, der 1753 erschien und 1762 eine Wiederauflage erfuhr. 
Besonders bekannt ist Rocques Plan von London (24 Blätter im Maßstab von 26 Inch/Meile). Sein Plan von Dublin zierte zeitweise die irische 10 Pfund-Note.
Rocques war zweimal verheiratet. Ob er Kinder hatte, ist genauso wenig überliefert wie sein genauer Todestag.